# Кладбище «Роща двенадцати деревьев»
Кладбище «Роща двенадцати деревьев» (англ. Twelve Tree Copse Cemetery) — воинское кладбище комиссии Содружества наций по уходу за военными захоронениями расположенное на Галлипольском полуострове, примерно в 1 километре от Критии. На нём покоятся останки солдат Антанты погибших в Дарданелльской операции.

## Описание
Кладбище было основано после наступления перемирия на основе нескольких братских могил и небольших кладбищ разбросанных вокруг полей сражений. Наиболее значимыми из них были кладбище утёса Гейгана, расположенного некогда с запада от Критии и включавшее в себя 925 могил жертв битвы в овражистом яру прошедшей в июне—июле 1915 года, кладбище у ельника и кладбище Клюнес-Веннел с южной окраины Критии с 522 могилами.
Своё название кладбище берёт от группы сосен произраставших на этом месте в 1915 году, в период пребывания здесь 86-й и 87-й бригад 29-й британской дивизии. Сами деревья были уничтожены артиллерийским огнём, а остатки их стволов и пней были задействованы для укрепления траншей. Позднее на территории кладбища были вновь высажены 12 сосновых деревьев.
Ныне оно расположено примерно в километре к юго-западу от деревни Крития, занимает площадь в 8510 квадратных метров и содержит могилы 679 британских солдат, морских пехотинцев и матросов королевской военно-морской дивизии и авиации королевских ВМС, 60 новозеландцев, 10 австралийцев, одного цейлонца и 1953 человека, чья принадлежность к какому-либо подразделению и роду войск осталась неизвестна. Число безымянных могил равняется 2226.
Специальные мемориальные плиты содержат имена 646 солдат Великобритании, 10 новозеландцев и одного австралийца, похороненных на этом кладбище, но чьи могилы не определены. Среди этих надгробий 142 офицера и нижних чинов 1-го батальона эссекского полка 29-й британской дивизии погибших 6 августа 1915 года, и 47 человек из состава 1/7-го батальона шотландских стрелков (камеронианцев) 52-й пехотной дивизии павших 28 июня. Основная масса останков погребённых здесь неизвестных солдат из других подразделений, как считается, приходится именно на эти две даты.
На кладбище также расположен новозеландский мемориал памяти павших, один из четырёх существующих монументов на полуострове, посвящённых памяти новозеландских воинов, погибших в Галлиполи, но чьи могилы не известны. На нём отражены имена всего 179 солдат, убитых вне зоны контроля АНЗАК, в ходе второй битвы за Критию. Большинство имён принадлежит следующим воинским формированиям:
- 59 из оклендского батальона новозеландской пехотной бригады
- 49 из кентерберийского батальона новозеландской пехотной бригады
- 48 из веллингтонского батальона новозеландской пехотной бригады
- 21 из отагского батальона новозеландской пехотной бригады

## Известные захоронения
Среди неизвестных тел одно принадлежит младшему лейтенанту Альфреду Смиту, накрывшему собой гранату, чтобы спасти своих товарищей. За этот подвиг он был посмертно награждён крестом Виктории.